# 이봉래 (금융인)
이봉래(李鳳來, ? ~ 1916년 3월)는 대한제국과 일제강점기의 관료 겸 금융인으로, 본적은 경성 남부(南部) 미동(美洞)이며 경기도 이천 출신이다.

## 생애
1898년 1월 대한제국 시종원 시종(侍從)으로 임명되었으며 1898년 12월 전선사장(典膳司長)으로 임명되었다. 1899년 7월 궁내부 비서원승을 역임했고 1900년 9월부터 1901년 6월까지 한성부 판윤을 역임했다. 1900년 9월 한성부재판소 수반판사(首班判事)로 임명되었으며 1901년 4월 서북철도국의 사장으로 임명되었다. 1901년 9월 대한제국 중추원 의관과 내부 협판으로 임명되었고 1902년 3월 혜민원 의정관을 겸임했다. 1904년 3월 내부대신서리로 임명되었다.
1905년 5월 러일 전쟁 축첩회(祝捷會) 발기인을 역임했으며 1906년 4월 대한제국 정부로부터 훈3등 태극장을 받았다. 1906년 6월 의병장 민종식 관련 혐의로 인해 일본 헌병사령부에 체포되어 구금되기도 했지만 1906년 10월 보석 석방되었다. 1907년 1월 봉상사(奉常司) 제조(提調)로 임명되었고 1907년 4월 제실회계심사국장(帝室會計審査局長)으로 임명되었다. 1907년 11월 일진회 산하 단체인 자위단원호회 간사원을 역임했으며 1908년 2월 동양화재보험주식회사 발기인을 역임했다. 1909년 11월 이토 히로부미 송덕비(頌德碑) 건설을 위한 협의회 임원을 맡았으며 1909년 12월 백완혁(白完爀), 엄주익(嚴住益) 등과 함께 10만원을 마련하고 합방 청원 운동을 위해 일본으로 출국했다.
대한천일은행 은행장 및 이사(1909년 7월 ~ 1912년 7월), 한일은행 이사(1912년 8월), 조선상업은행 감사역(1912년 7월 ~ 1913년 7월)을 역임했으며 1912년 메이지 천황 사망 당시 상장(喪章) 1,000개를 만들어 민간에 분급하기도 했다. 1912년 8월 메가타 다네타로가 주도한 화폐정리사업 당시에 세운 금융상의 공적을 인정받아 일본 정부로부터 한국병합기념장을 받았고 조선무역주식회사 발기인(1913년)과 조선무역주식회사 이사(1914년 2월)를 역임했다. 1915년 7월 조선총독부 주최로 열린 시정 5년 기념 조선 물산 공진회에서 경성협찬회 특별유공회원으로 선임되었다. 친일반민족행위진상규명위원회가 발표한 친일반민족행위 705인 명단에 포함되었다.

## 참고 자료
- 친일반민족행위진상규명위원회 (2009). 〈이봉래〉. 《친일반민족행위진상규명 보고서 Ⅳ-13》. 서울. 7~14쪽.